# Pavlice (Tschechien)

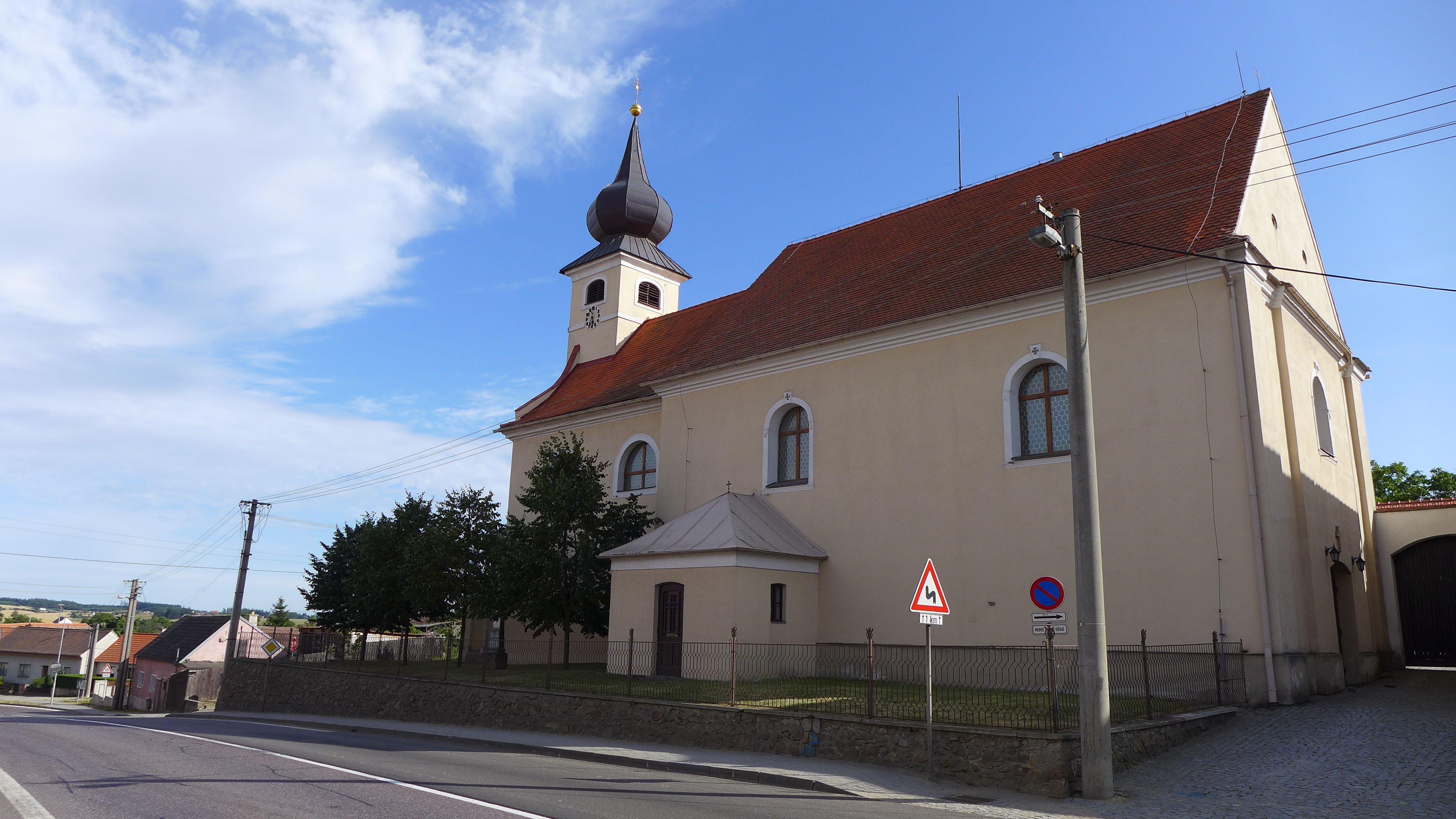
Kirche der hll. Philippus und Jakobus

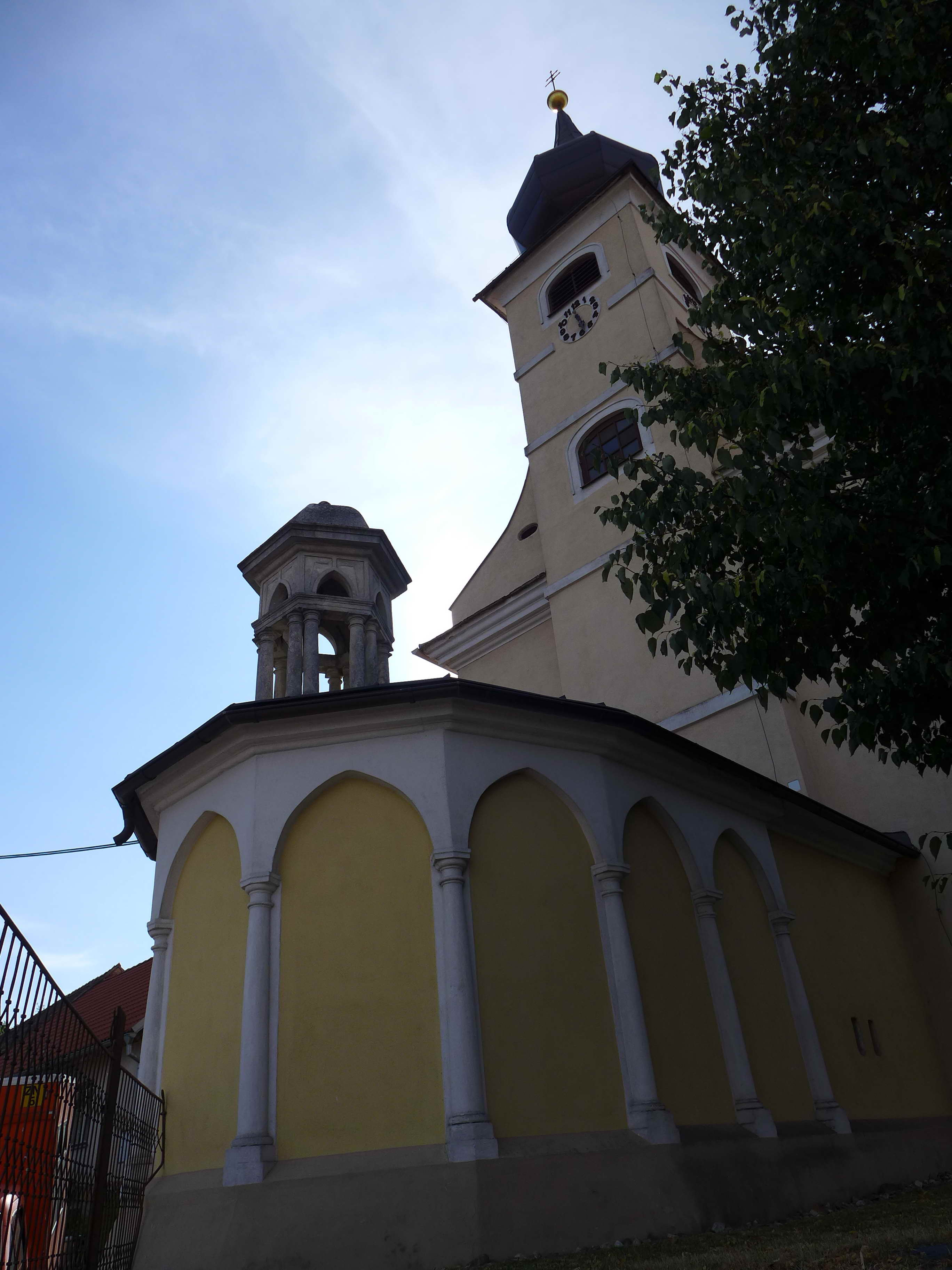
Heiliggrabkapelle

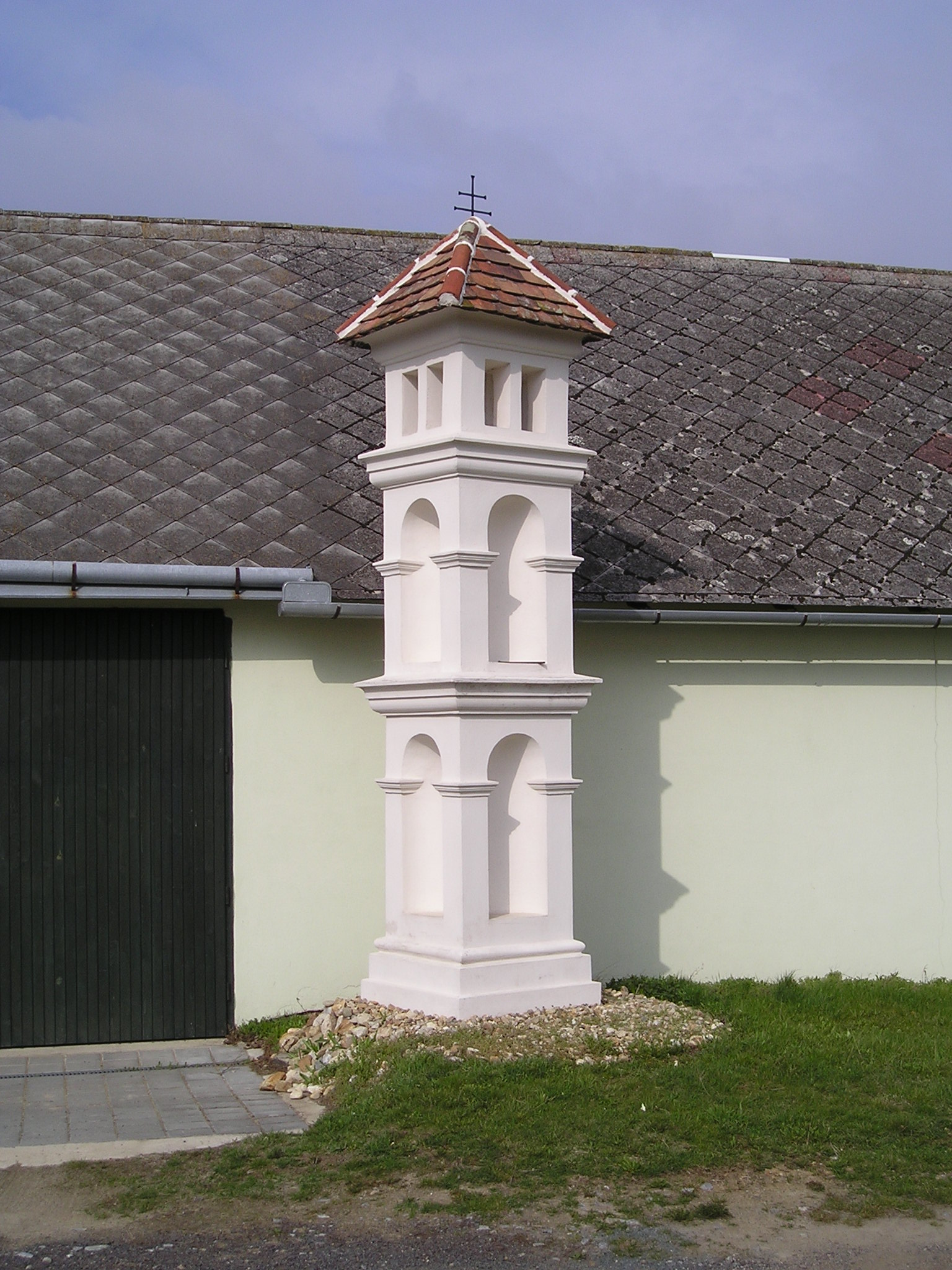
Bildstock an der Straße nach Boskovštejn

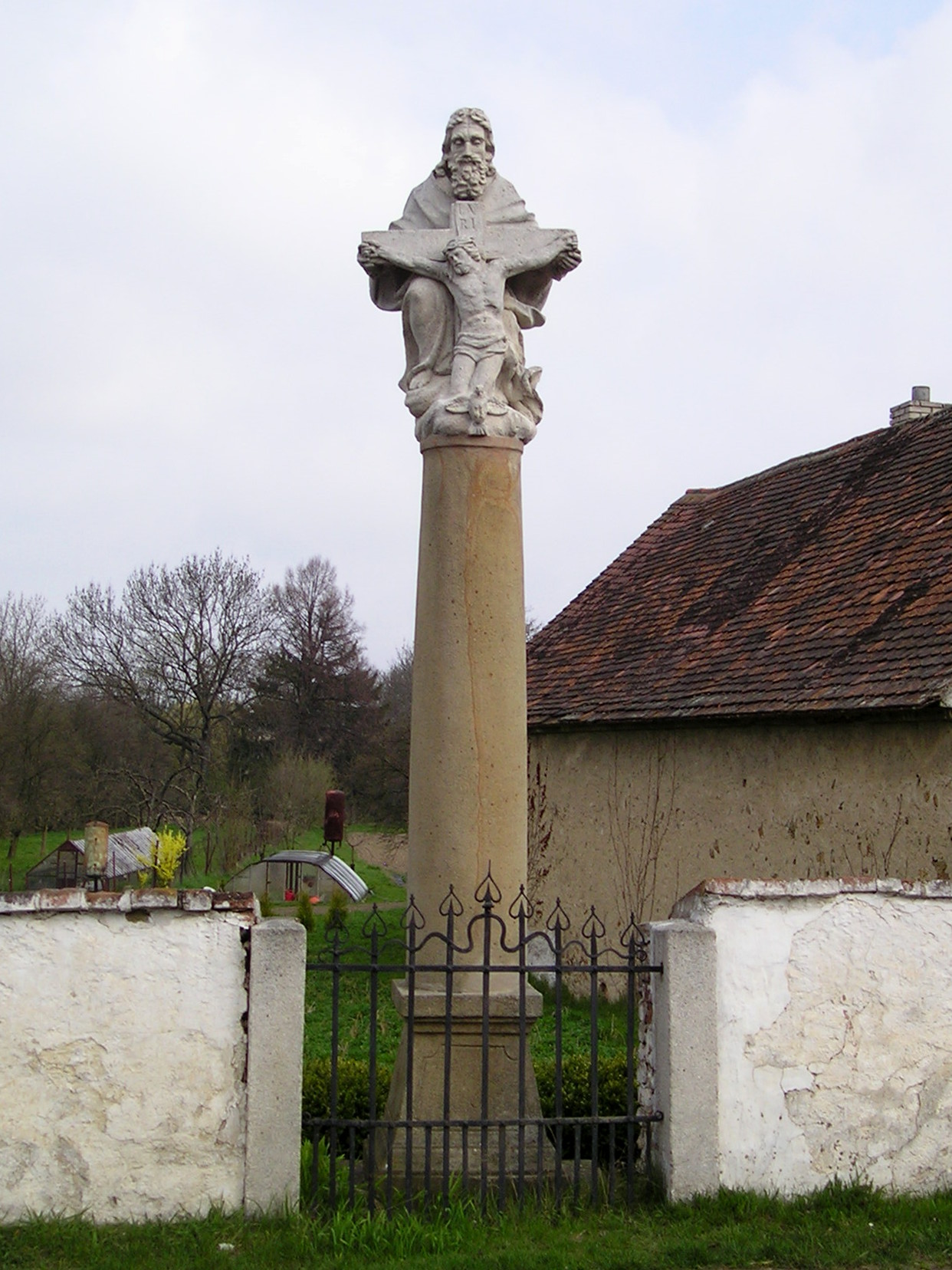
Dreifaltigkeitssäule

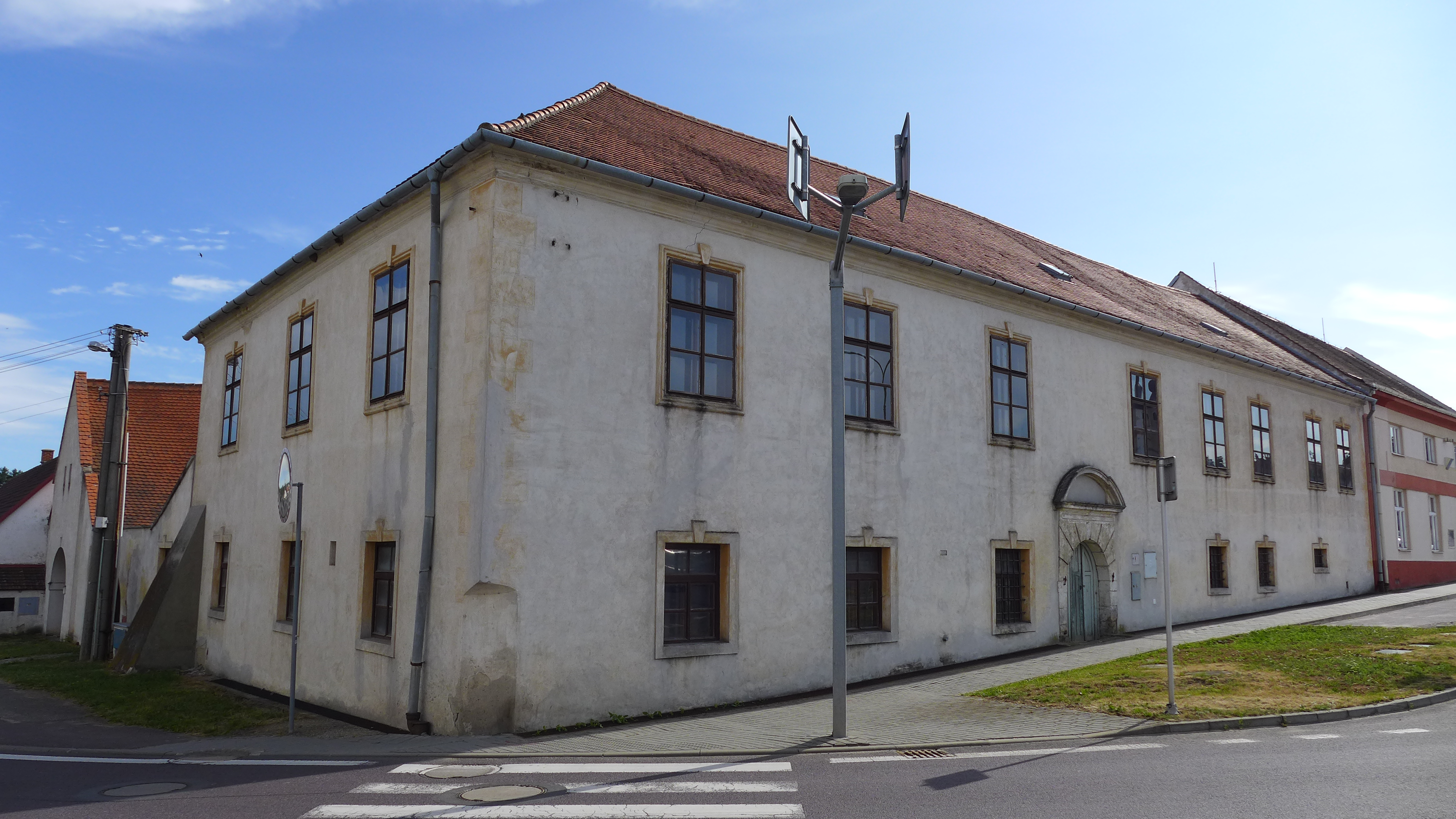
Ehemalige Ausspanne

Pavlice (deutsch Paulitz) ist eine Gemeinde in Tschechien. Sie liegt elf Kilometer südöstlich von Moravské Budějovice und gehört zum Okres Znojmo.

## Geographie
Pavlice befindet sich auf einer Anhöhe rechtsseitig über dem Tal des Flüsschens Jevišovka (Gessowka) in der Jevišovická pahorkatina (Jaispitzer Hügelland). Das Dorf liegt am Rande des Naturparks Jevišovka. Östlich erheben sich die Třeska (405 m n.m.) und der Pevný kopec (412 m n.m.), im Südosten der Svatý kopeček (Heiliger Berg, 423 m n.m.), südlich die Kraví hora (Kuhberg, 478 m n.m.), im Südwesten der Plenkovský kopec (428 m n.m.) sowie westlich der Štambruk (Paulitzer Berg, 433 m n.m.). Durch den Ort führt die Staatsstraße I/38 / E 59 zwischen Znojmo und Moravské Budějovice. Zwei Kilometer westlich verläuft die Bahnstrecke Znojmo–Kolín, die nächste Bahnstation ist Grešlové Mýto.
Nachbarorte sind Blanné und Prokopov im Norden, Jiřice u Moravských Budějovic, Boskovštejn und Jevišovice im Nordosten, Pavlický Dvůr und Bojanovice im Osten, Jankovec, Hluboké Mašůvky, Plenkovice und Kravsko im Südosten, Vranovská Ves, Vracovice und Šumná im Süden, Štítary im Südwesten, Zálesí, Prostředeček und Dvůr Augustov im Westen sowie Ctidružice und Grešlové Mýto im Nordwesten.

## Geschichte
Archäologische Funde belegen eine Besiedlung der Gegend seit der Jungsteinzeit. Der Boskovštejner Schuldirektor František Vildomec entdeckte 1930 östlich des Dorfes bei Ausgrabungen am Teich Blažkovák bzw. Blažkovský rybník Reste einer Siedlung der Linearbandkeramischen Kultur aus der Zeit um 5400 v. Chr.
Die erste urkundliche Erwähnung von Pavlice erfolgte 1252 als Teil der Herrschaft Pöltenberg. Im Jahre 1356 wurden die Vladiken Albrecht und Turoch von Pavlice als Besitzer eines Freihofes genannt. In der Mitte des 14. Jahrhunderts wurde Pavlice Teil der Herrschaft Bítov. Als König Vladislav II. Jagiello 1498 Heinrich Bítovský von Lichtenburg und dessen Sohn Burian mit der Burg Bítov belehnte, wurde Pavlice als Zubehör der Burg aufgeführt. Im Jahre 1519 überließ Albrecht Bítovský von Lichtenburg das Dorf dem Vladiken Jan von Mstěnice. Nach dessen Tode fiel Pavlice seinen vier Töchtern Anežka, Anna, Alena und Kateřina zu, deren Vormünder das Gut 1531 an Anežka von Kraigk verkauften.
Vor 1628 erwarb Karl Friedrich von Münsterberg-Oels das Gut Pavlice und schlug es seiner Herrschaft Jaispitz zu. Die zu Friedenszeiten vorteilhafte Lage des von Tschechen und einer deutschen Minderheit bewohnten Dorfes an der Prager Kaiserstraße führte während des Dreißigjährigen Krieges zu Plünderungen, Verwüstungen und Verödung; auf der Hauptverbindung zwischen den Städten Znaim und Jihlava zogen im Wechsel schwedische und kaiserliche Truppen durch den Ort. Mit dem Tode von Karl Friedrich von Münsterberg-Oels erlosch 1647 die Linie Münsterberg der Herren von Podiebrad, die Herrschaft fiel seinem Schwiegersohn Silvius Nimrod von Württemberg zu. Dieser trat die Herrschaft Jevišovice an Kaiser Ferdinand III. ab, um das Herzogtum Oels zu erhalten. 1649 kaufte der französische Marschall Jean-Louis Raduit de Souches die Herrschaft für 92.119 Rheinische Gulden. Er ließ im selben Jahre in Pavlice neben der Kapelle ein Spital mit Hauskapelle für je sechs männliche und weibliche Pfründler errichten. Im Jahre 1667 lebten in Pavlice 21 Familien, darunter fünf deutsche. Nach Marschall Raduits Tod im Jahre 1682 erbte sein jüngerer Sohn Karl Ludwig de Souches Jevišovice. 1686 errichtete er einen Familienfideikommiss, den sein Sohn Karl Joseph erbte. Dieser vererbte 1737 die Herrschaften Jevišovice und Plaveč seinen Töchtern Maria Anna und Maria Wilhelmina. Im Jahre 1743 kaufte Maria Wilhelminas Ehemann Johann Graf von und zu Ugarte die Herrschaft Jevišovice mit der Burg, dem Garten-Lusthaus und dem Städtchen Jevišovice sowie den Dörfern Střelice, Bojanovice, Černín, Vevčice, Únanov, Hluboké Mašůvky, Pavlice und den Pottaschehäusern für 206.000 Rheinische Gulden. 1756 erbten Ugartes sechs unmündige Kinder den Besitz. Im Erbvergleich von 1774 erhielt der zweitälteste Sohn, Oberstkanzler Aloys Graf von Ugarte († 1817) die inzwischen mit einem Wert von 480.159 Rheinische Gulden dotierte Herrschaft, 1829 trat sein Neffe und Haupterbe Joseph Graf von Ugarte das Erbe an. 1785 wurde die Kapelle in Pavlice zu einer dem Dekanat Jevišovice unterstehenden Lokalie erhoben und Vranovská Ves von Štítary nach Pavlice umgepfarrt. Im Jahre 1800 nahm in Pavlice eine einklassige utraquistische Dorfschule den Unterricht auf. 1821 beteiligten sich die Untertanen aus Pavlice am südmährischen Bauernaufstand.
Im Jahre 1834 bestand das an der Znaimer Poststraße gelegene Dorf Paulitz bzw. Paulice aus 78 Häusern mit 480 Einwohnern. Unter dem Patronat der Obrigkeit standen die neu erbaute Philipps- und Jakobskirche, das Spital sowie die Schule. Im Ort gab es außerdem ein obrigkeitliches Branntweinhaus und ein großes Einkehrwirtshaus, abseits lag ein obrigkeitlicher Meierhof (Pavlický Dvůr). Paulitz war Pfarrort für Gröschelmauth und Frainersdorf. Bis zur Mitte des 19. Jahrhunderts blieb Paulitz der Allodialherrschaft Jaispitz untertänig.
Nach der Aufhebung der Patrimonialherrschaften bildete Paulice / Paulitz ab 1849 eine Gemeinde im Gerichtsbezirk Znaim. 1868 wurde die Gemeinde Teil des Bezirkes Znaim. Die tschechische Namensform Pavlice wird seit den 1870er Jahren verwendet. Im Jahre 1893 wurde die Freiwillige Feuerwehr gegründet. 1897 kaufte der Wiener Bankier und Großgrundbesitzer Robert Simon Freiherr Biedermann von Túrony (ein Enkel von Michael Lazar Biedermann, 1849–1920) die Grundherrschaft Jaispitz. Zu Beginn des 20. Jahrhunderts gab es in Pavlice drei Läden und drei Wirtshäuser sowie zwei Metzger. Ein Großteil der Bewohner arbeiteten als Korallenmacher bzw. Töpfer. 1916 erwarb der Wiener Industrielle Wilhelm Ritter Ofenheim von Ponteuxin die Grundherrschaft Jaispitz. In den 1930er Jahren entwickelten sich Spannungen zwischen den Bevölkerungsgruppen im Bereich der Sprachgrenze; die verschärften sich als 1936 im vor allem von Deutschen bewohnten Frainersdorf eine Ortsgruppe der Sudetendeutschen Partei gegründet worden war. Nach dem Münchner Abkommen von 1938 blieb Pavlice bei der Tschechoslowakei und wurde dem Okres Moravské Budějovice zugeordnet. Das Dorf lag bis 1945 an der Grenze zum Deutschen Reich. Am 30. Juli 1942 wurde der Schuldirektor Ferdinand Kulhánek bei Schusswechsel mit der Gestapo erschossen. Am 9. Mai 1945 zog die Rote Armee in Pavlice ein. Nach Kriegsende kam die Gemeinde wieder zum Okres Znojmo zurück. Im Juli 1958 war die Zwangskollektivierung der Bauern verzogen, Pavlice war damit zum 20. „sozialistischen Dorf“ im Okres geworden. Zwischen 1986 und 1990 waren Vranovská Ves und Hostěrádky eingemeindet.

## Gemeindegliederung
Für die Gemeinde Pavlice sind keine Ortsteile ausgewiesen. Zu Pavlice gehören die Einschichten Jankovec und Pavlický Dvůr (Paulitzer Hof).

## Sehenswürdigkeiten
- Kirche der hll. Philippus und Jakobus, errichtet 1835 anstelle der früheren Spitalkapelle. Bis 1760 befand sich bei der Kapelle ein Kalvarienberg. 1785 wurde die Kapelle zur Lokalie erhoben. Die bei der Kirche befindliche Kapelle Leiden Christi wurde 1806 abgebrochen.
- Heiliggrabkapelle an der Kirche. Im Jahre 1675 ließ Jean-Louis Raduit de Souches beim Altar der Spitalkapelle ein Heiliges Grab errichten.
- Haus Nr. 1, ehemalige Ausspanne, das im 17. Jahrhundert erbaute barocke Gehöft wurde im 18. Jahrhundert klassizistisch umgestaltet.
- Dreifaltigkeitssäule
- Spätbarocker Bildstock an der Straße nach Boskovštejn, er wurde im Jahre 2005 instand gesetzt
- Karel-Pokorný-Büste vor dem Gemeindeamt

## Söhne und Töchter der Gemeinde
- Bohumír Pokorný (1877–1968), Komponist und Chorleiter
- Karel Pokorný (1891–1962), Bildhauer